# Neyagawa

Neyagawa (寝屋川市 Neyagawa-shi?) este un municipiu din Japonia, prefectura Osaka.